# Antigua i Barbuda na Mistrzostwach Świata w Lekkoatletyce 2009
Antigua i Barbuda na Mistrzostwach Świata w Lekkoatletyce 2009 – reprezentacja Antigui i Barbudy podczas czempionatu w Berlinie liczyła 2 członków. Obaj zawodnicy z tego karaibskiego kraju startowali w biegach sprinterskich.

## Występy reprezentantów Antigui i Barbudy

### Mężczyźni
- Bieg na 100 m
  - Daniel Bailey z czasem 9,93 zajął ostatecznie 4. miejsce w finale

- Bieg na 200 m
  - Brendan Christian z czasem 20,79 zajął 8. miejsce w półfinale i nie awansował do biegu finałowego